# Donato Giannotti

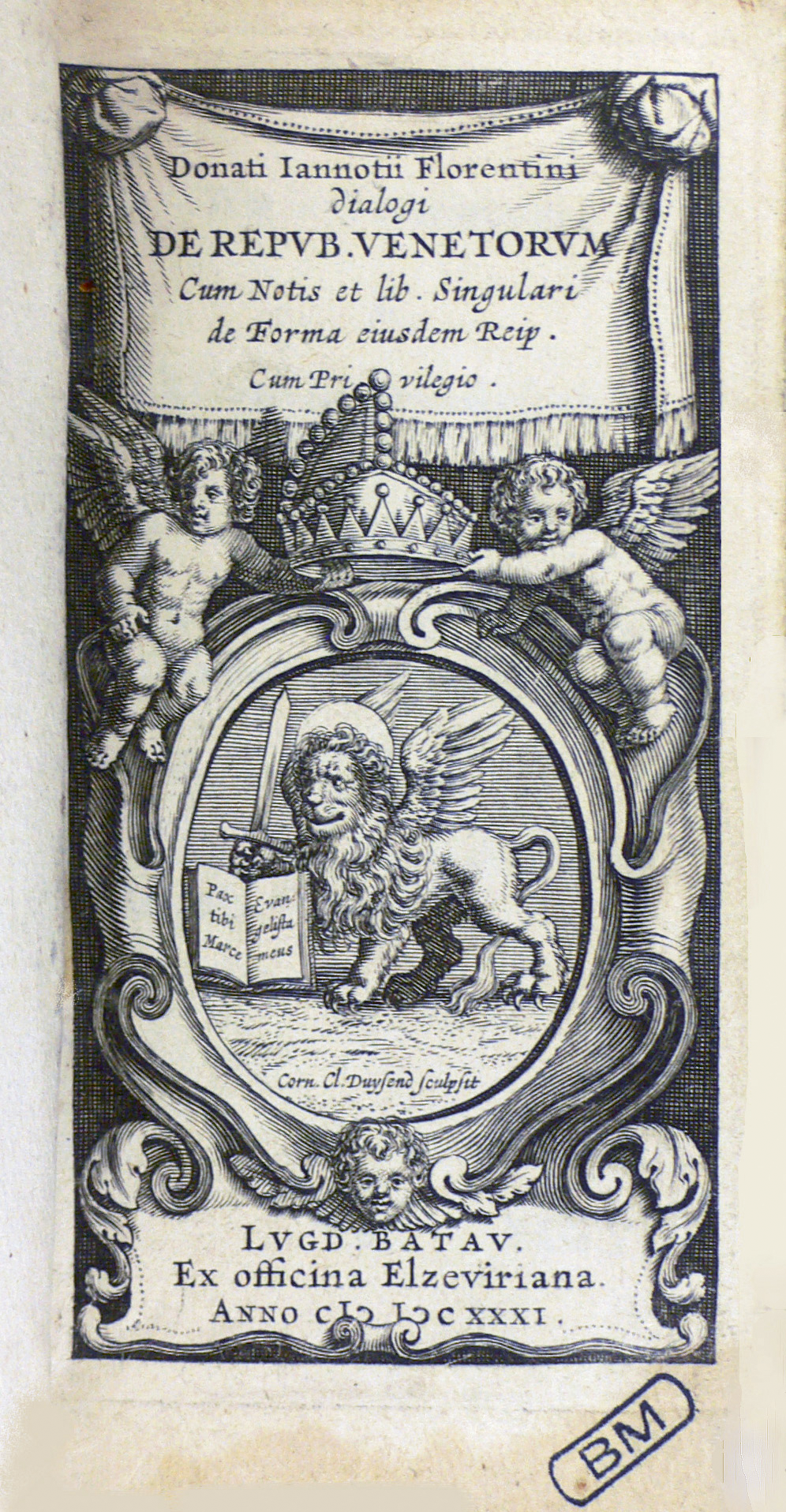
Dialogi de Repub. Venetorum, 1631 (Fondazione Mansutti, Milano).

Donato Giannotti (Firenze, 27 novembre 1492 – Roma, 27 dicembre 1573) è stato uno scrittore e politico italiano.

## Biografia
Come molti autori a lui contemporanei, si preoccupò di analizzare le diverse forme di Stato. In particolare, egli si soffermò sullo studio della repubblica. Fu avversario della famiglia de' Medici, per ragioni legate soprattutto alla sua visione politica, che individuava in una forma mista repubblica il miglior tipo di governo possibile.
Insegnò poetica, retorica e cultura greca a Pisa fino al 1525,  poi si trasferì in Veneto dove risiedette per due anni.
Rientrò a Firenze dopo la terza cacciata dei Medici successiva al sacco di Roma nel 1527, e ottenne l'incarico di segretario dei Dieci. Nel 1530, con la fine della repubblica fiorentina, Giannotti, oppositore di Alessandro de' Medici, fu imprigionato, e condannato a tre anni di esilio, durante il quale si dedicò alla letteratura. Nel 1535 era ancora confinato a Bibbiena, e ogni tentativo di riconciliazione coi Medici non aveva portato ad alcun risultato. Nel marzo 1536, fu assolto e liberato, facendo ritorno a Firenze. Presto, si spostò a Roma, dove fu accolto dai fuorusciti e dal cardinale Niccolò Ridolfi, presso il quale entrò a servizio con una posizione permanente, e al quale aveva donato un busto di Bruto di Michelangelo, allusivo all'uccisione del duca Alessandro de' Medici da parte del cugino Lorenzino. Il cardinale era il leader dell'opposizione al duca Alessandro. In quel periodo visse al seguito del cardinale tra la villa di Bagnaia e il Veneto. In seguito, alla morte di quest'ultimo fu al servizio del cardinale francese François de Tournon, risiedendo per lo più a Roma. Scomparso anche questo protettore, nel 1562 si stabilì a Venezia in una casa di sua proprietà. Ormai anziano, nel 1571, si trasferì di nuovo a Roma, dove ottenne un incarico alla corte di Pio V, che però non poté sbrigare perché ormai malato. 
Tra i suoi lavori, quello che riscosse maggior successo fu il dialogo Della Republica de' Viniziani, edito nel 1540. Tuttavia, i più importanti scritti si dimostrarono i quattro volumi Della Republica Fiorentina, terminati nel 1538. L'opera risale al periodo nel quale il potere signorile della casata dei Medici era ancora sfidato da una forte e devota opposizione interna in parecchie occasioni, devota all'istituzione repubblicana per la quale Giannotti nutriva ancora la speranza che potesse essere restaurata. Il terzo volume dell'opera illustra il suo pensiero politico e il suo sogno: esso si basa sulla definizione del miglior sistema politico possibile, che egli reputa essere quello misto, in cui il Consiglio Grande è di natura democratica, il Senato è di tipo aristocratico, il principe è di natura monarchica. Il modello a cui si ispira è quello veneziano, oltre ad evidenziare una forte tendenza del Giannotti alla libertà, alla predilezione per il Savonarola e per alcuni argomenti del Machiavelli. Il suo sogno di una moderata repubblica aristocratica non si concretizzò mai. L'instaurarsi del potere ducale (e poi granducale) dei Medici fu definitivo e irreversibile. Il ricordo degli ultimi anni della repubblica rivive nell'opera del Giannotti, che assume oggi finalmente quell'importanza per la storia di Firenze e del pensiero politico del XVI secolo che non ebbe invece al suo apparire.
La trilogia sull'ideale governo repubblicano si conclude col trattato Della Republica Ecclesiastica, del 1541, una storia della Chiesa che propone una riforma repubblicana della Chiesa che avrebbe posto fine alla monarchia papale.   Scritto su richiesta del cardinale Ridolfi, il testo non fu pubblicato per timore della reazione delle autorità della Chiesa in Roma, ma letto solo a pochi amici.  Alla fine della vita tradusse quest'opera in latino, eliminando l'aperto repubblicanesimo e dedicandola a Papa Gregorio XIII sotto il titolo di Epitome Historiae Ecclesiasticae.  
Fu anche autore di poesie e commedie, tra le quali spicca Il Vecchio Amoroso, incentrato sulla rivalità amorosa fra padre e figlio.
In tutte le sue opere, Giannotti si dimostrò un autore di buona cultura letteraria, ben padrone della lezione dei classici latini, e caratterizzato dalla dimostrazione di equilibrio di animo e di pensiero.

## Scritti
- Libro della Republica de' Vinitiani, scritta e riveduta tra il 1526 e il 1533, Roma, A. Blado, 1540.
- Discorso sopra il formare il governo di Firenze, 1528.
- Discorso di armare la città di Firenze, 1528.
- Della Republica Fiorentina, 1531-1538.
- Discorso delle cose d'Italia al Santissimo Padre e Nostro Signore Papa Paolo III, 1535.
- Il Vecchio Amoroso, 1531-1536.
- Discorso intorno alla forma della Repubblica di Firenze,
- Milesia in terzine,
- Della Republica Ecclesiastica,1541
- Dialogi de' giorni che Dante consumò nel cercare l'Inferno e'l Purgatorio, 1546.
- Sulla vita e sulle azioni di Francesco Ferrucci, 1547
- Discorso sopra il riordinare la Repubblica di Siena, 1552
- Vita di Girolamo Savorniano
- Epitome Historiae Ecclesiasticae, 1572

### Edizioni moderne
- Lettere a Piero Vettori, pubblicate sopra gli originali del British Museum da Roberto Ridolfi e Cecil Roth, con un saggio illustrativo a cura di R. Ridolfi, Firenze, Vallecchi, 1932.
- Donato Giannotti and His Epistolae, a cura di Randolph Starn, Biblioteca Universitaria Alessandrina, Rome, Ms. 107, Genève, Droz, 1968.
- Opere politiche e Lettere italiane, 2 voll., a cura di Furio Diaz, Milano, Marzorati, 1974.
- Republica Fiorentina, edizione critica e introduzione a cura di Giovanni Silvano, Collection Travaux d'Humanisme et Renaissance n.237, Genève, Librairie Droz, 1990.
- Della Repubblica fiorentina, a cura di Théa Stella Picquet, Roma, Aracne, 2011, ISBN 978-88-548-4029-4.
- Della Republica Ecclesiastica, A cura di William J. Connell, Collana NUE n.32, Torino, Einaudi, 2023, ISBN 978-88-062-5997-6.